# Governo Gioberti
Il Governo Gioberti è stato il quinto esecutivo del Regno di Sardegna, guidato da Vincenzo Gioberti. 
Esso, nato in seguito alle dimissioni del governo precedente, è rimasto in carica dal 16 dicembre al 21 febbraio 1849, per un totale di 65 giorni, ossia 2 mesi e 5 giorni.

## Compagine di governo

### Appartenenza politica
| Partito | Partito                 | Presidente | Ministri | Totale |
| ------- | ----------------------- | ---------- | -------- | ------ |
|         | Destra storica          | 1          | 1        | 2      |
|         | Indipendente (politica) | -          | 6        | 6      |
|         | Militare                | -          | 1        | 1      |

## Composizione
| Carica                                       | Titolare                              | Titolare                                                 | Titolare                                                  |
| Presidenza del Consiglio dei ministri        | Presidenza del Consiglio dei ministri | Presidenza del Consiglio dei ministri                    | Presidenza del Consiglio dei ministri                     |
| -------------------------------------------- | ------------------------------------- | -------------------------------------------------------- | --------------------------------------------------------- |
| Presidente del Consiglio dei ministri        |                                       |                                                          | Vincenzo Gioberti (Destra storica)                        |
| Ministero                                    | Ministri                              | Ministri                                                 | Ministri                                                  |
| Affari Esteri                                |                                       |                                                          | Vincenzo Gioberti (Destra storica)                        |
| Agricoltura e Commercio                      |                                       |                                                          | Domenico Buffa (Indipendente)                             |
| Lavori Pubblici                              |                                       |                                                          | Sebastiano Tecchio (Indipendente)                         |
| Interno                                      |                                       |                                                          | Urbano Rattazzi (Indipendente) (fino al 17 febbraio 1849) |
| Interno                                      |                                       | Riccardo Sineo (Indipendente) (dal 17 febbraio 1849)     |                                                           |
| Pubblica Istruzione                          |                                       |                                                          | Carlo Cadorna (Indipendente)                              |
| Guerra                                       |                                       |                                                          | Ettore de Sonnaz (Militare) (fino al 2 febbraio 1849)     |
| Guerra                                       |                                       | Alfonso La Marmora (Militare) (dal 2 al 9 febbraio 1849) |                                                           |
| Guerra                                       |                                       | Agostino Chiodo (Militare) (dal 9 febbraio 1849)         |                                                           |
| Finanze                                      |                                       |                                                          | Vincenzo Ricci (Indipendente)                             |
| Affari Ecclesiastici e di Grazia e Giustizia |                                       |                                                          | Riccardo Sineo (Indipendente) (fino al 17 febbraio 1849)  |
| Affari Ecclesiastici e di Grazia e Giustizia |                                       | Urbano Rattazzi (Indipendente) (dal 17 febbraio 1849)    |                                                           |

## Cronologia

### 1848
- 16 dicembre - Il governo giura dinnanzi al Re.
- 30 dicembre - È sciolta la Camera dei Deputati e convocati gli elettori per il 15 gennaio (data poi prorogata al 22 gennaio con RR.DD. del 5 e 9 gennaio 1849, n. 865 e 867); e il nuovo Parlamento per il 1º febbraio.
- 22 gennaio - Si svolgono le elezioni politiche: La Destra storica ottiene un buon piazzamento.

### 1849
- 21 febbraio - In seguito a dissensi con i colleghi di gabinetto riguardo alla proposta sull'invio di un corpo di truppe sarde in Toscana, che il Presidente del Consiglio si era impegnato di fornire a Leopoldo II di Toscana per abbattere il governo democratico di Firenze (ai sensi degli accordi con gli Austriaci), Gioberti rassegna le dimissioni e, poco dopo, anche i ministri. Il Re tuttavia, decide di accettare solo le dimissioni del Gioberti, sostituendolo con il generale Agostino Chiodo, ed invitando gli altri ministri a rimanere al loro posto.[2]